# يونغ بووس
يونغ بووس هي مجموعة فتيات كورية جنوبية تابعة لشركة DSP Media وشارك في إنتاجها شركة Beats Entertainment، وهي شركة تسجيل مستقلة. تتكون المجموعة من أعضاء سونهي ويونجونغ وجينا ودأوون وجيونغ. لقد ظهروا لأول مرة في 18 أكتوبر 2023 مع اغنية ترسيمهم معكرونة الجبن (ماكروني تشيز).

## اسم
اسم Young Posse (الترجمة الحرفية : صغيرات قادرات على ) مشتق من كلمة "posse" وهي كلمة لاتينية تعني "القدرة على". يمثل اسم Young Posse معًا "مجموعة شابة (من الفتيات) مجتمعة لغرض ما". 

## تاريخ

### 2023 إلى الوقت الحاضر: الظهور لأول مرة معجبنة المعكرونة

الشعار الرسمي لـ Young Posse

في 22 يونيو 2023، أعلنت DSP Media عن ظهور فرقة فتيات جديدة مكونة من خمسة أعضاء بالتعاون مع Beats Entertainment في النصف الثاني من العام تقريبًا، وهي أول فرقة فتيات منذ أبريل (2015).  تم الكشف عن اسم المجموعة Young Posse في 12 يوليو  ثم ظهرت المجموعة في الحفل الموسيقي لـ RBW ، الشركة الأم لـ DSP ، في 16 يوليو 
في 19 سبتمبر، تم إصدار فيديو تشويقي لأول ظهور للفرقة.  أصدرت المجموعة أول ظهور لها (معكرونة بالجبنة) EP Macaroni Cheese جنبًا إلى جنب مع الفيديو الموسيقي للأغنية الرئيسية التي تحمل الاسم نفسه في 18 أكتوبر 
في 4 فبراير 2024، أصدرت Young Posse الأغنية الرقمية المنفردة "Young Posse Up" - وهي ريمكس لأغنية "Posse Up!" من أول جبنة معكرونة EP.  تضمن الريمكس أمثال NSW Yoon و Token و Verbal Jint . في 20 مارس 2024، أصدرت Young Posse ثاني أغانيها EP XXL جنبًا إلى جنب مع الأغنية الرئيسية التي تحمل نفس الاسم .  

## أعضاء
- سونهي ( 선혜) – القائدة [10]
- يونجونج ( 연정 )
- جيانا ( 지아나)
- دويون ( 도은 )
- جيون ( 지은 )

| عنوان        | تفاصيل | مواقف الرسم البياني الذروة | مبيعات       |
| عنوان        | تفاصيل | كور </br>                  | مبيعات       |
| ------------ | --- | -------------------------- | ------------ |
| ماكروني تشيز | - تم الإصدار: 18 أكتوبر 2023 - التسمية: وسائل الإعلام DSP ، يدق - التنسيقات: قرص مضغوط ، تنزيل رقمي ، تدفق | 86                         | - كور: 1,407 |
| XXL          | - تاريخ الإصدار: 20 مارس 2024 - التسمية: وسائل الإعلام DSP، يدق - التنسيقات: قرص مضغوط، تنزيل رقمي، تدفق   | 51                         | - كور: 3,724 |

### الفردي
| عنوان الاغنية                                                                     | سنة                                                   | الألبوم |                 |      |              |
| --------------------------------------------------------------------------------- | ----------------------------------------------------- | ------- | --------------- | ---- | ------------ |
| عنوان الاغنية                                                                     | سنة                                                   | الألبوم | "ماكروني تشيز " | 2023 | جبنة ماركوني |
| "يونغ بووس اعلى"                                                                  | 2024لا يوجد البوم ( اغنية فردية)قالب:Non-album single |         |                 |      |              |
| " إكس إكس إل "                                                                    | 2024لا يوجد البوم ( اغنية فردية)قالب:Non-album single | XXL     |                 |      |              |
| "على ندوبي" مع ( ليل تشيري و دبو لايوجد البوم (اغنية فردية )قالب:Non-album single | 2024لا يوجد البوم ( اغنية فردية)قالب:Non-album single |         |                 |      |              |
| "-" تشير إلى تسجيل لم يتم رسمه أو لم يتم إصداره في تلك المنطقة                    |                                                       |         |                 |      |              |

## تصوير بالفيديو

### أشرطة الفيديو والموسيقى
| عنوان                                                        | سنة  | المدير (المدراء) | طول  | Ref.   |
| ------------------------------------------------------------ | ---- | ---------------- | ---- | ------ |
| "جبنة ماركوني"                                               | 2023 | بن برولكس        | 3:08 | [ 14 ] |
| "OTB"                                                        | 2023 | غير معروف        | 1:34 | [ 15 ] |
| "الشباب بوسي يصل" </br> (قدم Verbal Jint ، NSW Yoon، Token ) | 2024 | تفريغ فلوش       | 3:21 | [ 16 ] |
| "XXL"                                                        | 2024 | بن برولكس        | 3:38 | [ 17 ] |

| حفل توزيع الجوائز   | سنة  | فئة               | المرشح (المرشحون)/العمل (الأعمال) | نتيجة   | Ref. |
| ------------------- | ---- | ----------------- | --------------------------------- | ------- | ---- |
| جوائز سيول للموسيقى | 2024 | الصاعد لهذا العام | يونغ بوسي                         | رشح فقط |      |

1. ↑  Kim, Na-yul (19 Sep 2023). "'DSP 新 걸그룹' 영파씨, 10월 18일 데뷔..트레일러 공개 본격화" ['DSP's new girl group' Young Posse debuts on October 18th... Trailer release begins in earnest] (بالكورية). Herald Pop. Archived from the original on 2023-11-03. Retrieved 2023-11-03 – via Naver.
2. ↑  Kim, Hyun-sik (22 Jun 2023). "DSP미디어, 5인조 신인 걸그룹 론칭" [DSP Media launches 5-member new girl group] (بالكورية). Edaily. Archived from the original on 2023-06-26. Retrieved 2023-11-16 – via Naver.
3. ↑  Choi, Na-young (12 Jul 2023). "핑클∙카라 잇는다..DSP 신인 걸그룹은 5인조 영파씨...올 하반기 데뷔 [공식]" [Fin.K.L. and KARA are connected... DSP's new girl group is a 5-member group called Young Posse... Debut in the second half of this year [Official]] (بالكورية). Osen. Archived from the original on 2023-11-16. Retrieved 2023-11-16 – via Naver.
4. ↑  Choi, Na-young (16 Jul 2023). "RBW, 오늘(16일) 첫 패밀리 콘서트..마마무+오마이걸→영파씨 총출동" [RBW, first family concert today (16th)...Mamamoo + Oh My Girl → Young Posse's full attendance] (بالكورية). Osen. Archived from the original on 2023-11-16. Retrieved 2023-11-16 – via Naver.
5. ↑  Yoo, Hong (19 Sep 2023). "DSP Media to debut new girl group Young Posse next month" (بالإنجليزية). The Korea Herald. Archived from the original on 2023-11-16. Retrieved 2023-11-03 – via Naver.
6. ↑  Hwang, Hye-Jin (18 Oct 2023). 핑클·카라만큼 성공할까...DSP 신인 영파씨 데뷔 "K팝신 청개구리"[종합] [Will it be as successful as Fin.K.L. and KARA? DSP rookie Young Posse debuts "K-pop god Tree Frog" [Comprehensive]] (بالكورية). Newsen. Archived from the original on 2023-11-02. Retrieved 2023-10-18 – via Naver.
7. ↑  Park, Gyeol (22 Jan 2024). "영파씨, 내달 4일 싱글 깜짝 발매…'파씨 업' 리믹스 버전" [Young Posse, surprise single release on the 4th of next month... "Posse Up!" remix version] (بالكورية). Newsis. Archived from the original on 2024-02-01. Retrieved 2024-02-01 – via Naver.
8. ↑  "With new EP, rookie group Young Posse hopes to grow 'extra, extra large'". koreajoongangdaily.joins.com (بالإنجليزية). 20 Mar 2024. Archived from the original on 2024-05-22. Retrieved 2024-04-17.
9. ↑  뉴스1 (20 Mar 2024). "'컴백' 영파씨, 오늘 두 번째 EP 'XXL' 발매…'컴백홈' 오마주". 뉴스1 (بالكورية). Archived from the original on 2024-04-17. Retrieved 2024-04-17.{{استشهاد ويب}}:  صيانة الاستشهاد: أسماء عددية: قائمة المؤلفين (link)
10. ↑  Hwang, Hye-jin (18 Oct 2023). "핑클·카라만큼 성공할까...DSP 신인 영파씨 데뷔 "K팝신 청개구리"[종합]" [Will it be as successful as Fin.K.L. and KARA? DSP rookie Young Posse debuts "K-pop god Tree Frog" [Comprehensive]] (بالكورية). Newsen. Archived from the original on 2023-11-16. Retrieved 2023-11-16 – via Naver.
11. ↑  Peak chart positions on the Circle Album Chart:
12. ↑  "Circle Album Chart – Week 42, 2023". مخطط غاون للموسيقى (بالكورية). 15–21 Oct 2023. Archived from the original on 2023-10-26. Retrieved 2023-10-26.
13. ↑  Cummulative sales of XXL:
14. ↑  Hwang, Hye-Jin (18 Oct 2023). 핑클·카라만큼 성공할까...DSP 신인 영파씨 데뷔 "K팝신 청개구리"[종합] [Will it be as successful as Fin.K.L. and KARA? DSP rookie Young Posse debuts "K-pop god Tree Frog" [Comprehensive]] (بالكورية). Newsen. Archived from the original on 2023-11-02. Retrieved 2023-10-18 – via Naver.Hwang, Hye-Jin (October 18, 2023). 핑클·카라만큼 성공할까...DSP 신인 영파씨 데뷔 "K팝신 청개구리"[종합] [Will it be as successful as Fin.K.L. and KARA? DSP rookie Young Posse debuts "K-pop god Tree Frog" [Comprehensive]] (in Korean). Newsen. Archived from the original on November 2, 2023. Retrieved October 18, 2023 – via Naver.
15. ↑  YOUNG POSSE (영파씨) - 'OTB' (Our Summer Memories) MV. YOUNG POSSE • 영파씨. 5 ديسمبر 2023. مؤرشف من الأصل في 2023-12-10. اطلع عليه بتاريخ 2023-12-11 – عبر يوتيوب.
16. ↑  YOUNG POSSE (영파씨) - 'YOUNG POSSE UP(feat. Verbal Jint, NSW yoon, Token)' Official MV. YOUNG POSSE • 영파씨. 4 فبراير 2024. مؤرشف من الأصل في 2024-02-04. اطلع عليه بتاريخ 2024-02-04 – عبر يوتيوب.
17. ↑  YOUNG POSSE (영파씨) 'XXL' MV (بالإنجليزية), 20 Mar 2024, Retrieved 2024-03-20